# 隋定三吴之战
隋定三吴之战，隋文帝开皇九年（589年）二月，隋灭陳之战后期，隋朝右卫大将军宇文述进攻三吴（今江苏省太湖以东以南和浙江省绍兴市等地）等地，击败南陈吴州刺史萧瓛与东扬州刺史萧岩的作战。
隋军攻占陈都建康（今南京市）灭陈朝之后，南陈吴州刺史萧瓛拒不降隋，拥兵自立，吴地人推举他为主。东扬州刺史萧岩也据东扬州拒不降隋。589年二月初，隋文帝杨坚派右卫大将军宇文述统行军总管元契、张默言等率军讨伐，隋朝青州刺史燕荣率水军从东海赶来，也归宇文述指挥。陈朝的永新侯陈君范从晋陵（今江苏省常州市）投奔萧瓛，与其合军共拒宇文述。萧瓛等在晋陵城东立扎营，断绝塘道，派部将王褒守御吴州（治今江苏省苏州市），亲率大军进入太湖，想要从背后袭击宇文述。宇文述率军击破晋陵城东陈军营栅，回兵攻打萧瓛，大败萧瓛所部；另派兵攻陷吴州，王褒弃城逃走。萧瓛率领余部退守包山（今太湖中洞庭西山），又被燕荣率水军击破。萧瓛带领左右数人藏在民家，被人抓获。随后，宇文述率军进至奉公埭（今浙江省绍兴市附近），萧岩、陈君范以会稽（今浙江省绍兴市）降隋。萧瓛、萧岩被送往长安斩首。